# Ok (album)
Albums de Talvin Singh
Ha
(2001)
Ok est un album de Talvin Singh, sorti en 1998.

## L'album
Talvin Singh a choisi le titre pour l'universalité du terme. L'album mêle la voix de MC Cleveland Watkiss aux cordes de l'orchestre philharmonique de Madras et aux flûtes classiques de Rakesh Churasia, Naveen et Ryuichi Sakamoto, accompagnées de chœurs japonais, de percussions folk du sud de l'Inde et de MC jamaïcains. Il obtient un succès considérable, se vend à 90 000 exemplaires devant Blur ou les Chemical Brothers et remporte le Mercury Music Prize de 1999. Il atteint la 6e place des charts dans la catégorie World music et fait partie des 1001 albums qu'il faut avoir écoutés dans sa vie. 

### Titres
Tous les titres sont de Talvin Singh.
1. Traveller (11:18)
2. Butterfly (4:26)
3. Sutrix (5:55)
4. Mombasstic (5:45)
5. Decca (1:20)
6. Eclipse (5:50)
7. OK (4:19)
8. Light (6:23)
9. Disser/Point.Mento.B (2:43)
10. Soni (5:59)
11. Vikram the Vampire (6:47)